# Copa Ciudad de La Serena 2017
La Copa Ciudad de La Serena 2017 o Copa «Chevrolet» Ciudad de La Serena 2017 o Copa La Serena 2017 fue la 8.º edición de la Copa Ciudad de La Serena, competición de fútbol de carácter amistoso, profesional e internacional de La Serena, Chile, correspondiente a la temporada 2016-2017. Se jugó desde el 11 de enero hasta el 15 de enero  de 2017.
Su organización estuvo a cargo del Club de Deportes La Serena y de la Productora Multi Música, y contó con la participación de tres equipos. La competición se disputó bajo el sistema de todos contra todos, en formato triangular de una sola rueda.
El campeón fue Universidad de Chile, que se adjudicó su segundo título de la Copa Ciudad de La Serena.

## Reglamento de juego
La competición se jugó bajo el sistema de todos contra todos y en una sola rueda de tres fechas —formato triangular—, resultando campeón aquel equipo que acumulase más puntos en la tabla de posiciones.

## Equipos participantes

### Información de los clubes
| Equipo               | Entrenador            | Ciudad            | Estadio              | Capacidad |
| -------------------- | --------------------- | ----------------- | -------------------- | --------- |
| Deportes La Serena   | Jaime García          | La Serena         | La Portada           | 18 500    |
| Belgrano             | Leonardo Madelón      | Córdoba           | Julio César Villagra | 35 000    |
| Universidad de Chile | Ángel Guillermo Hoyos | Santiago de Chile | Nacional de Chile    | 48 745    |

## Clasificación
| Pos.                                      | Equipo               | PJ | PG | PE | PP | GF | GC | Dif. | Pts. |
| ----------------------------------------- | -------------------- | -- | -- | -- | -- | -- | -- | ---- | ---- |
| 1.                                        | Universidad de Chile | 2  | 1  | 1  | 0  | 2  | 1  | 1    | 4    |
| 2.                                        | Belgrano             | 2  | 0  | 2  | 0  | 2  | 2  | 0    | 2    |
| 3.                                        | Deportes La Serena   | 2  | 0  | 1  | 1  | 1  | 2  | -1   | 1    |
| Última actualización: 15 de enero de 2017 |                      |    |    |    |    |    |    |      |      |

|  |          |
|  | Campeón. |

## Resultados

### Fecha 1
| Copa Ciudad de La Serena 2017 1.º fecha; 11 de enero de 2017, 20:30 | Deportes La Serena | 1:1                   | Belgrano   | Estadio La Portada, La Serena (Chile)                           |                                                                 |
|                                                                     | Salinas 53' (pen.) | ( 0:0 - 1:1 ) Reporte | Suárez 80' | Asistencia: 1700 espectadores Árbitro(s): Felipe González Aveal | Asistencia: 1700 espectadores Árbitro(s): Felipe González Aveal |

### Fecha 2
El partido fue transmitido en directo por Mega.
| Copa Ciudad de La Serena 2017 2.º fecha; 13 de enero de 2017, 19:15 | Deportes La Serena | 0:1                   | Universidad de Chile | Estadio La Portada, La Serena (Chile)                  |                                                        |
| |                    | ( 0:0 - 0:1 ) Reporte | Taiva 90+7'          | Asistencia: 6187 espectadores Árbitro(s): Franco Arrué | Asistencia: 6187 espectadores Árbitro(s): Franco Arrué |
| Gonzalo Espinoza de Universidad de Chile fue elegido el «jugador Chevrolet», correspondiente al mejor jugador del partido, por votación popular realizada durante la transmisión del canal Mega. Universidad de Chile se adjudicó como premio la Copa Chevrolet. |                    |                       |                      |                                                        |                                                        |

### Fecha 3
El partido fue transmitido en directo por Mega.
| Copa Ciudad de La Serena 2017 3.º fecha; 15 de enero de 2017, 19:15 | Universidad de Chile | 1:1                   | Belgrano  | Estadio La Portada, La Serena (Chile) |                            |
| | Schultz 34'          | ( 1:1 - 0:0 ) Reporte | Bieler 3' | Árbitro(s): Eduardo Gamboa            | Árbitro(s): Eduardo Gamboa |
| 40' Claudio Bieler (Belgrano). · Gonzalo Espinoza de Universidad de Chile fue elegido el «jugador Chevrolet», correspondiente al mejor jugador del partido, por votación popular realizada durante la transmisión del canal Mega. · Universidad de Chile se adjudicó como premio la Copa Chevrolet. · Universidad de Chile campeón de la Copa Ciudad de La Serena 2017. |                      |                       |           |                                       |                            |

## Goleadores
| Jugador                                   | Equipo               | Goles |
| ----------------------------------------- | -------------------- | ----- |
| Hans Salinas                              | Deportes La Serena   | 1     |
| Matías Suárez                             | Belgrano             | 1     |
| Bryan Taiva                               | Universidad de Chile | 1     |
| Claudio Bieler                            | Belgrano             | 1     |
| Franz Schultz                             | Universidad de Chile | 1     |
| Última actualización: 15 de enero de 2017 |                      |       |

## Campeón
El campeón de la Copa Ciudad de La Serena 2017, Universidad de Chile, se adjudicó el trofeo homónimo y la «Copa Chevrolet».
| Chile                           |
| Universidad de Chile 2.º título |